# فلورانس باربارا سیبرت
فلورانس باربارا سیبرت (انگلیسی: Florence B. Seibert؛ ۶ اکتبر ۱۸۹۷ – ۲۳ اوت ۱۹۹۱) دانشمند در زمینه زیست‌شیمی اهل ایالات متحده آمریکا بود.
وی بیشتر در شناسایی ماده فعال آنتی‌ژن توبرکولین به عنوان پروتئین شناخته شده‌است و متعاقباً به دلیل جداسازی یک فرم خالص توبرکولین، مشتقات پروتئین خالص (PPD)، امکان ساخت و استفاده از یک آزمایش قابل اعتماد سل. سیبرت در تالار مشاهیر زنان فلوریدا و تالار مشاهیر ملی زنان قرار گرفته‌است.
وی همچنین برندهٔ جوایزی همچون کمک‌هزینه گوگنهایم شده‌است.